# Basílica de San Francisco (Bolonia)
La basílica de San Francisco (en italiano: basilica di San Francesco; en boloñés,  baséllica ed San Franzàssc) es una iglesia italiana del siglo XIII (construida entre 1236-1263) dedicada a San Francisco de Asís, erigida por la propia Orden de Frailes Menores en la ciudad de Bolonia. En noviembre de 1935, el papa Pío XI la distinguió con la dignidad de basílica menor.
Es una de las primeras iglesias urbanas de las entonces recientemente creadas órdenes mendicantes —los dominicos se habían establecido poco antes en la ciudad, construyendo la basílica de Santo Domingo en 1228-1240—, de planta de cruz latina y la primera con tres naves en el país, «modelo de la arquitectura religiosa de Bolonia durante un siglo». Su estilo es una mezcla de elementos románicos y góticos.

## Historia

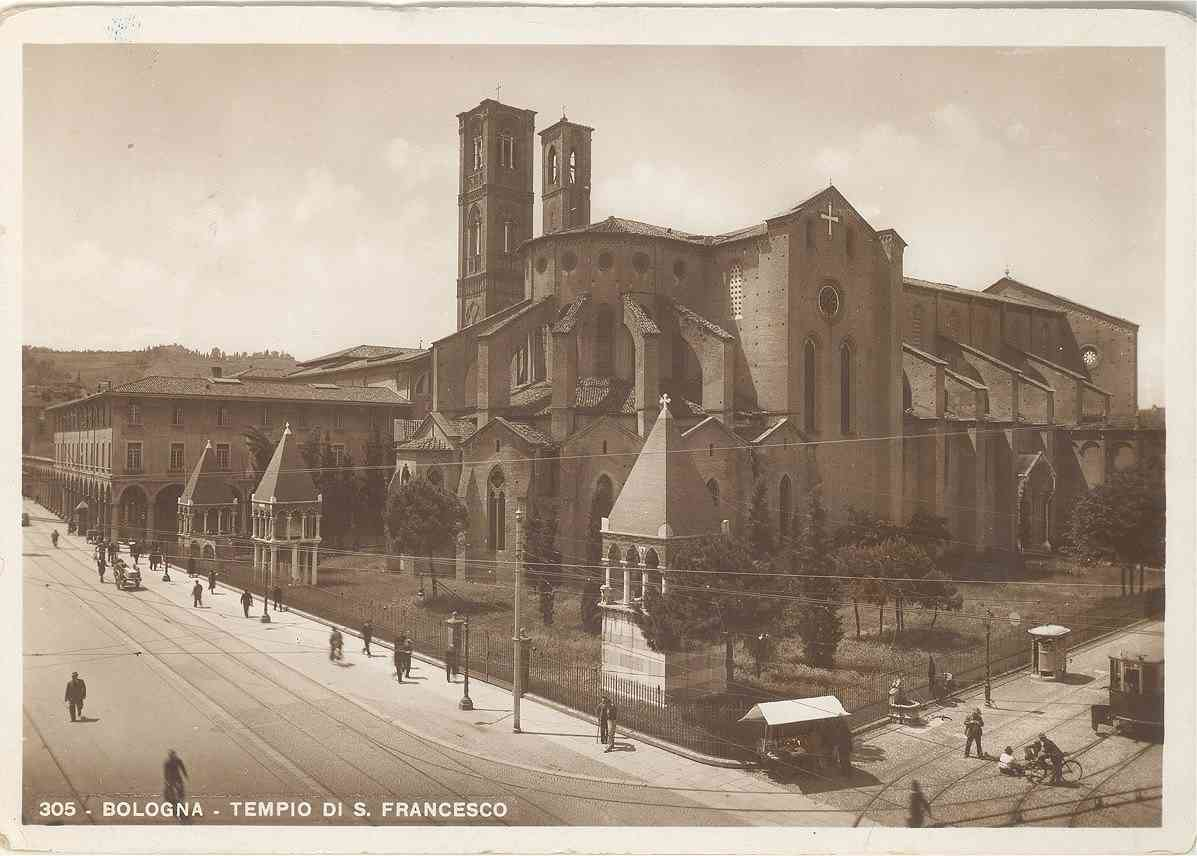
Postal de 1941

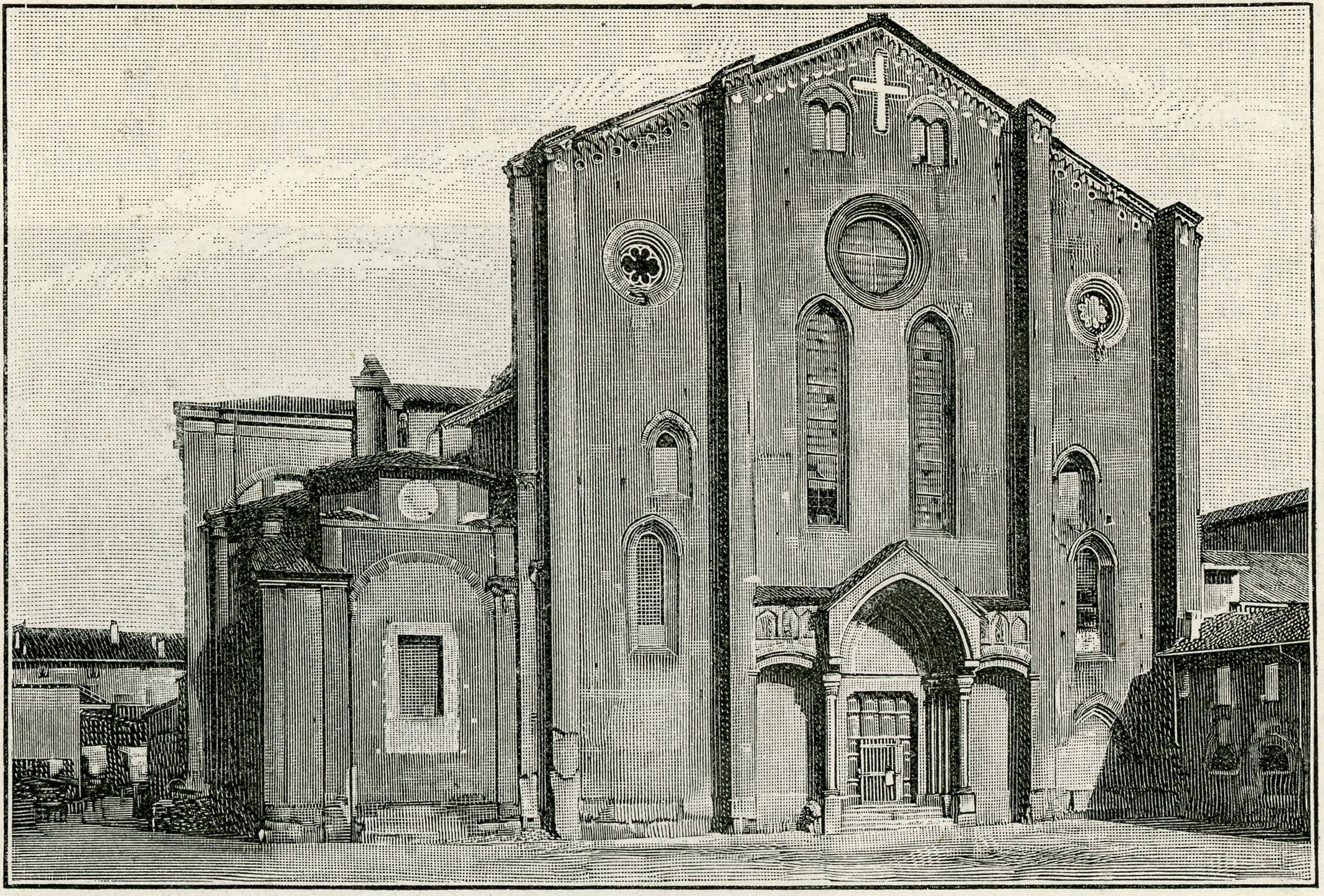
Xilografía de Strafforello Gustavo (La patria, geografia dell'Italia. Provincia di Bologna, 1900)

Francisco de Asís llegó a Bolonia en 1222 y sus prédicas determinaron un interés decisivo en el franciscanismo. Los franciscanos, a través del trabajo de Bernardo di Quintavalle, habían obtenido de Nicolò Pepoli, ya en 1213, la modesta casa de Santa Maria delle Pugliole, que fue el primer asentamiento franciscano en Bolonia. Ahí los frailes permanecieron hasta 1236, año en el cual, debido al interés del papa Gregorio IX y por la concesión de las autoridades civiles, tuvieron la oportunidad de comenzar la construcción del gran complejo que, desde sus cimientos, tuvo un carácter monumental.
Se desconoce el nombre del arquitecto que llevó a cabo el proyecto inicial, pero por las crónicas de Bartolomeo delle Pugliole se sabe que en 1254 se derrumbaron dos arcos y que en el siniestro estuvo involucrado el hermano Andrea «maestro della ghiexia», que se rompió las piernas. Esto permite presupone que el hermano Andrea fuese el creador del proyecto original. La presencia en Bolonia del fraile franciscano Marco da Brescia, podría sugerir que fuese él también el creador del proyecto, pero no está apoyado por ninguna evidencia documental. En cambio, es probable que todo el complejo fuera construido colectivamente por toda la comunidad franciscana, sin que haya habido una individualidad preeminente que concibiese y dirigiese las obras. En 1263 el edificio estaba completo en sus partes esenciales. Entreanto, en 1251, el papa Inocencio IV consagró el altar mayor. La sacristía es de finales del siglo XIV.
Entre 1397 y 1402, Antonio di Vincenzo, que también había construido la primera capilla privada, la de la familia Muzzarelli, erigió un nuevo gran campanile. Un primer campanile que databa de 1260 fue derribado en el siglo XVIII. A lo largo del perímetro exterior se construyeron posteriormente otras capillas nobles, todas eliminadas en la restauración de finales del siglo XIX, salvo la capilla de San Bernardino del siglo XV.
Después de la llegada en 1796 de los franceses la iglesia fue saqueada y desconsagrada y fue destinada a caserna; el convento fue suprimido y sufrió el expolio y la dispersión de su patrimonio artístico y experimentó una fuerte degradación estructural. Dedicado nuevamente al culto en 1886, entre 1886 y 1906, Alfonso Rubbiani se encargó de una restauración que devolvió la apariencia original a la iglesia pero con algunas pesadas reconstrucciones. También se reconstruyó el claustro de los muertos que había sido demolido en 1673, sobre sus restos arqueológicos.
Los bombardeos de la Segunda Guerra Mundial en 1943 causaron más daños y colapsos en el complejo (en la fachada, las bóvedas y el claustro), que luego fueron recuperados por la restauración de Alfredo Barbacci encomendada por la Superintendencia.

## Descripción

### Exterior
Si bien tiene una fachada enteramente en ladrillo románica del siglo XIII, así como lo son el portal y sus bajorrelieves hechos en piedra blanca, toma prestadas las formas del estilo gótico francés siendo una de las edificaciones italianas que lo reflejan  con mayor fidelidad, claramente reconocible en los arbotantes absidales externos. El conjunto ha sido a veces calificado como de estilo románico-paduano. Tiene un interior también en ladrillo con tres naves con pilares octogonales en laterita y paramentos enfoscados y pintados en blanco. Un deambulatorio absidal con nueve capillas radiantes —ahora demolidas—, con bóvedas sexpartitas (es decir, divididas en seis paños, como el de la catedral de Notre-Dame de París) con nervios cruzados reforzadas por contrafuertes.

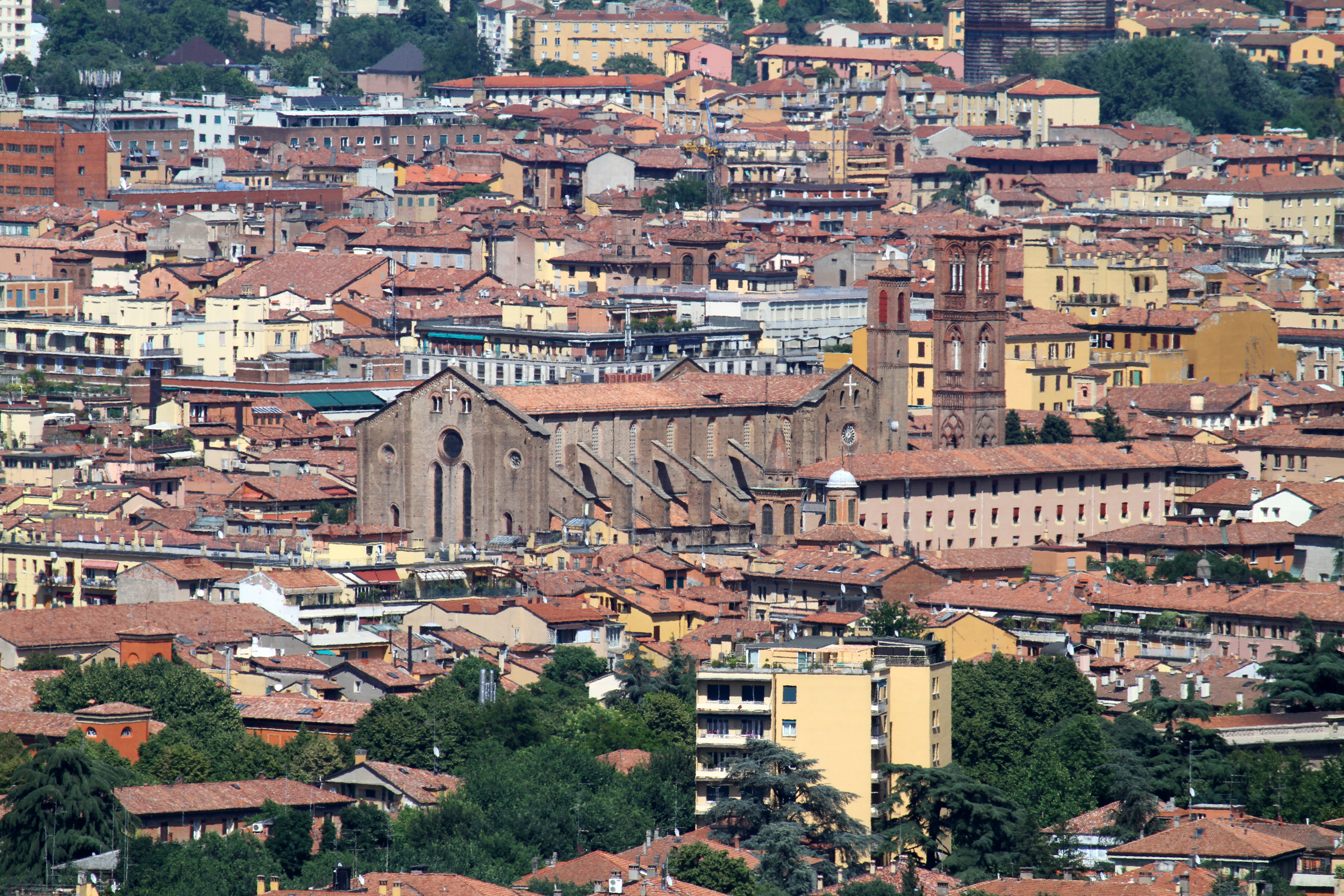
Vista frontal, en el que se claramente como el hastial de la fachada supera la altura de las naves laterales
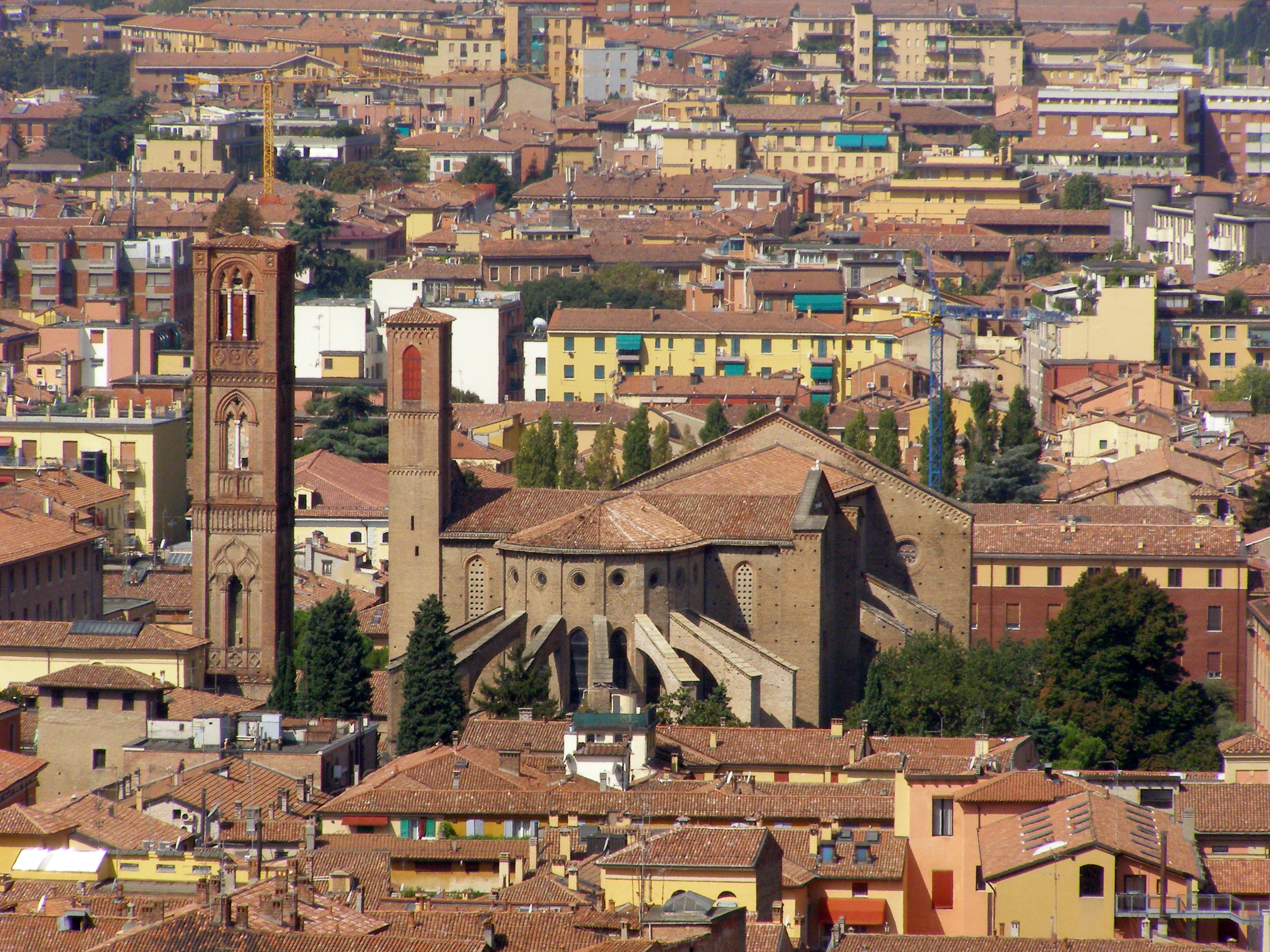
Ábside sobresaliendo sobre el caserio, en el que se ven los arbotantes góticos
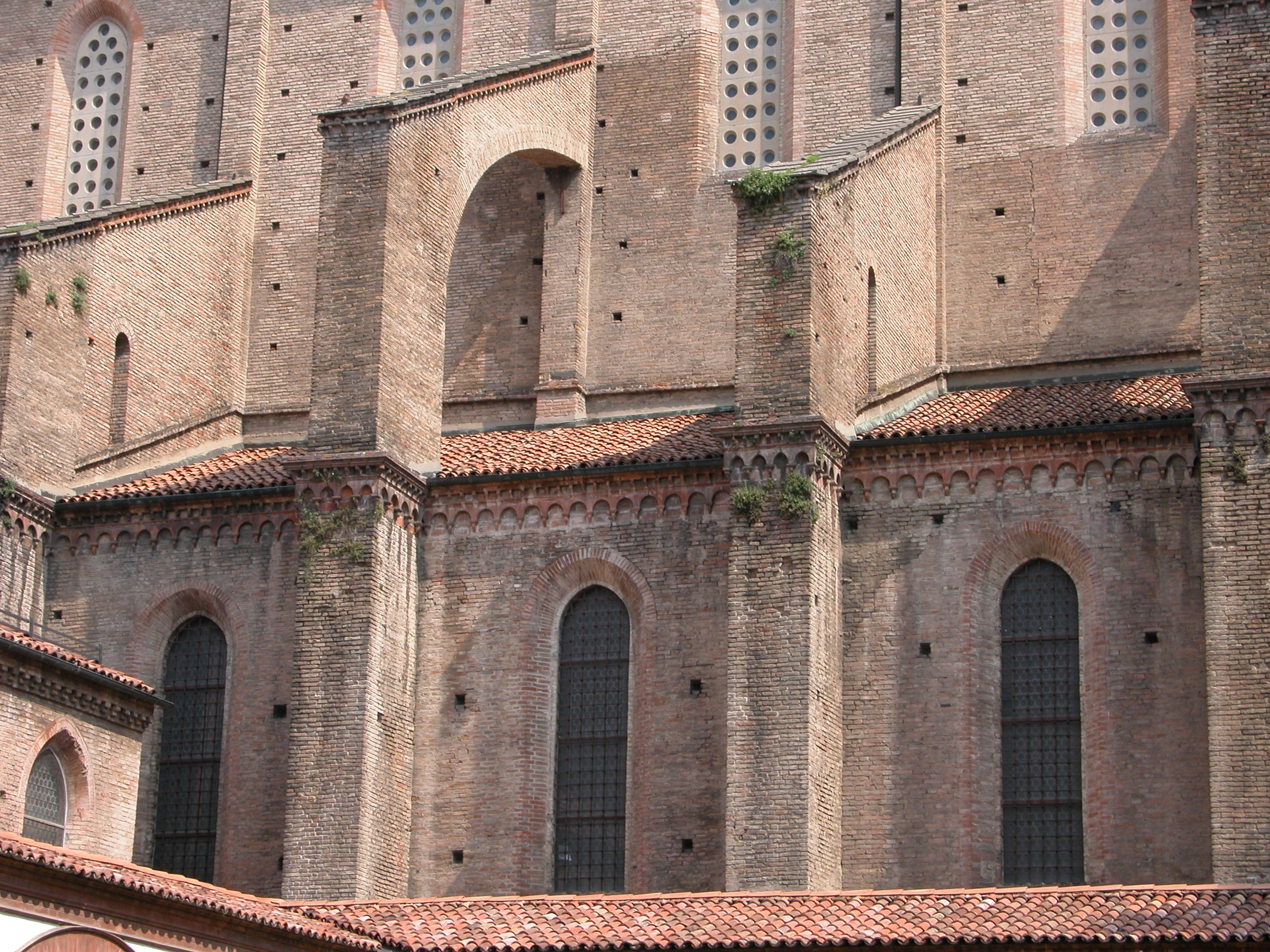
Alternancia de contrafuerte y arbotante en la nave central
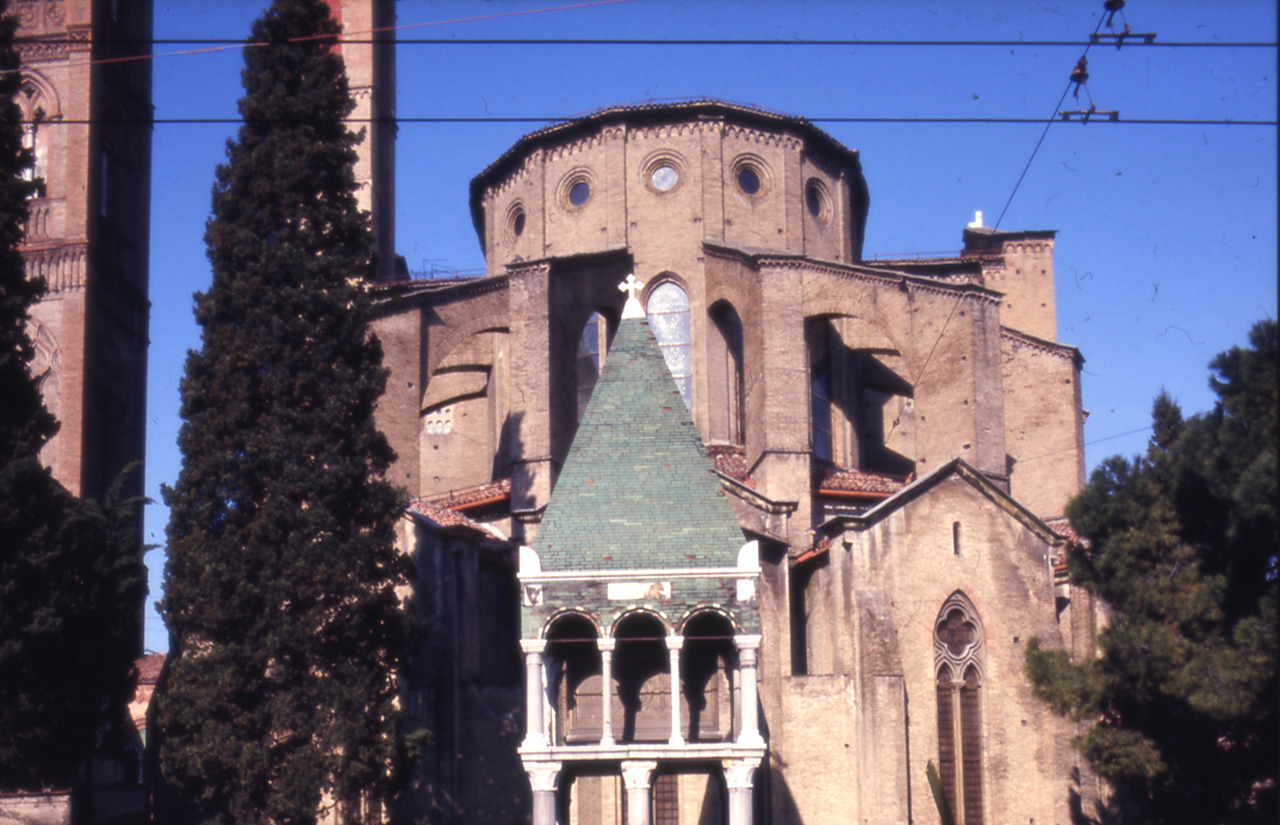
Vista posterior del ábside

La fachada es un hastial a dos aguas, dividida en tres partes por pilastras y decorada con cuencos de cerámica por debajo de la línea de las pendientes. La distribución de huecos es algo desigual: en la parte central cuenta con un pequeño rosetón en la parte alta, casi encima de dos largas lancetas, y sobre el que se abren a cada lado dos biforas, y entre ellas una cruz blanca en falso relieve en el paramento. En las dos partes laterales, sobre la puerta de entrada a las naves laterales, tiene primero una lanceta alineada en el eje, luego una lanceta más pequeña y desplazada, rematadas por un pequeño óculo abierto que deja ver que ese lienzo es meramente decorativo, ya muy por encima de las naves laterales. Todos los huecos tienen un acristalamiento transparente, sin vidrieras. El portal se abre a un protiro de mármol flanqueado por bajorrelieves que quizás datan del siglo VIII.

Detalles de la fachada
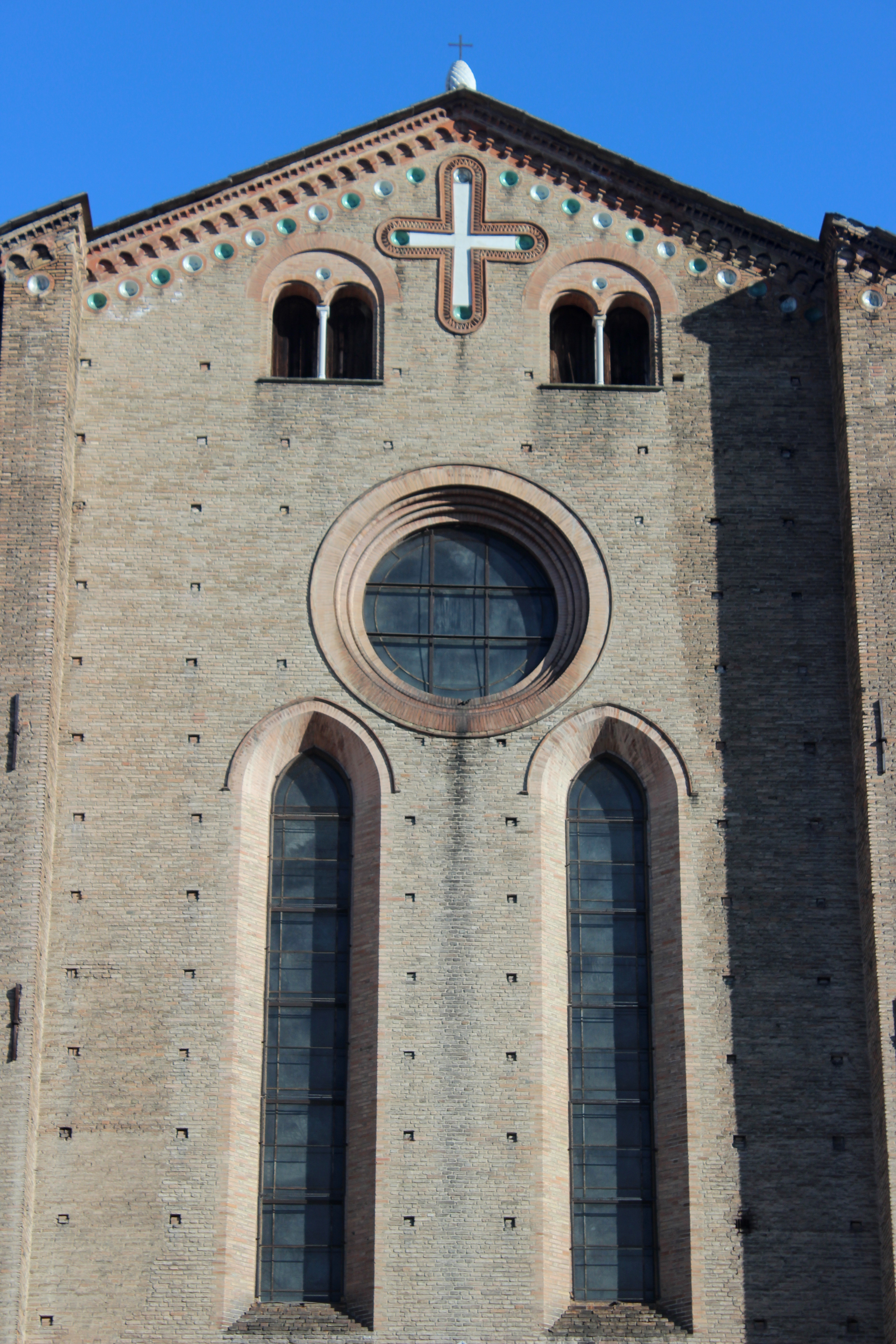
Detalle del rosetón gótico
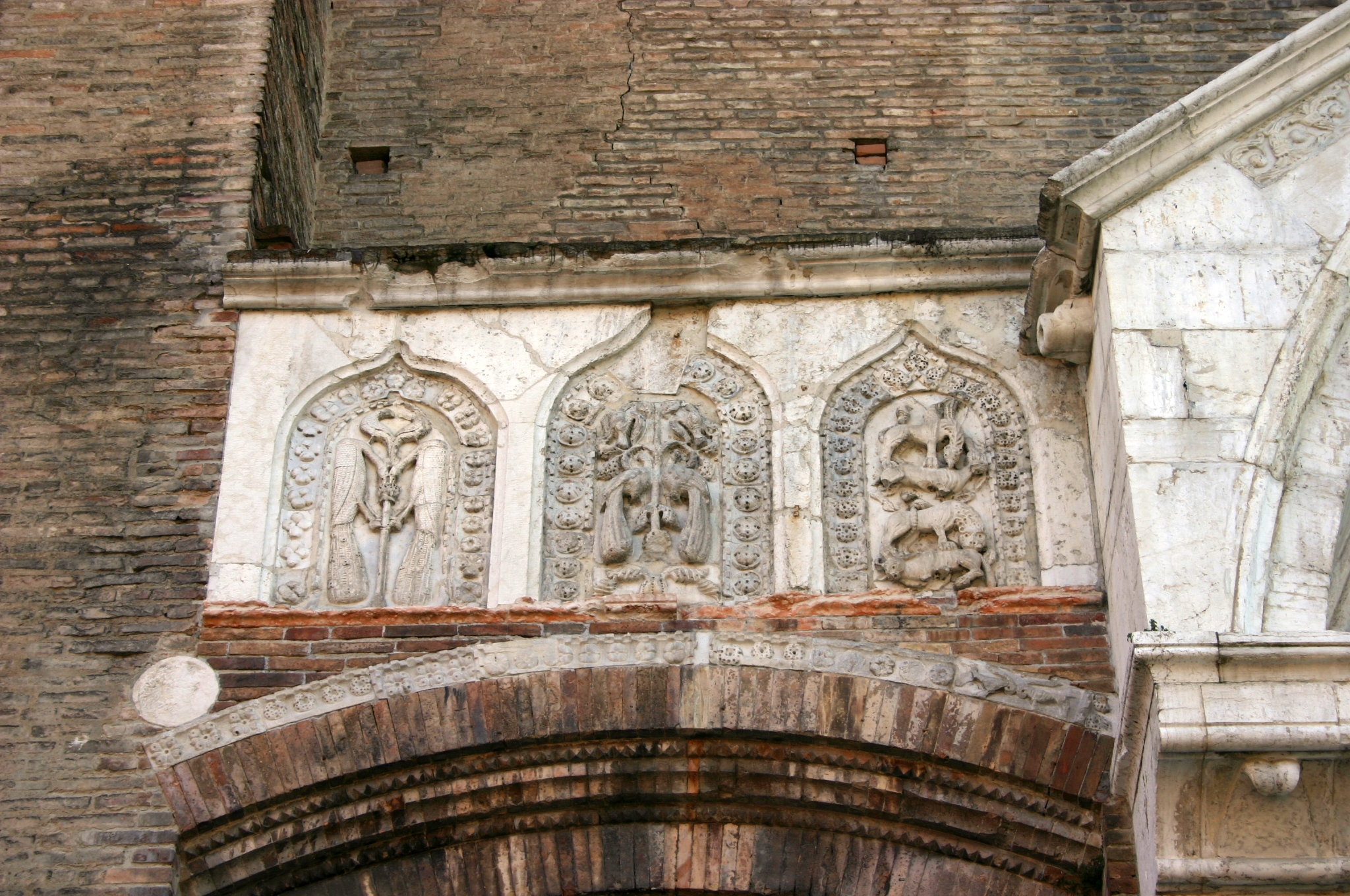
Pluteo veneziano del siglo VIII
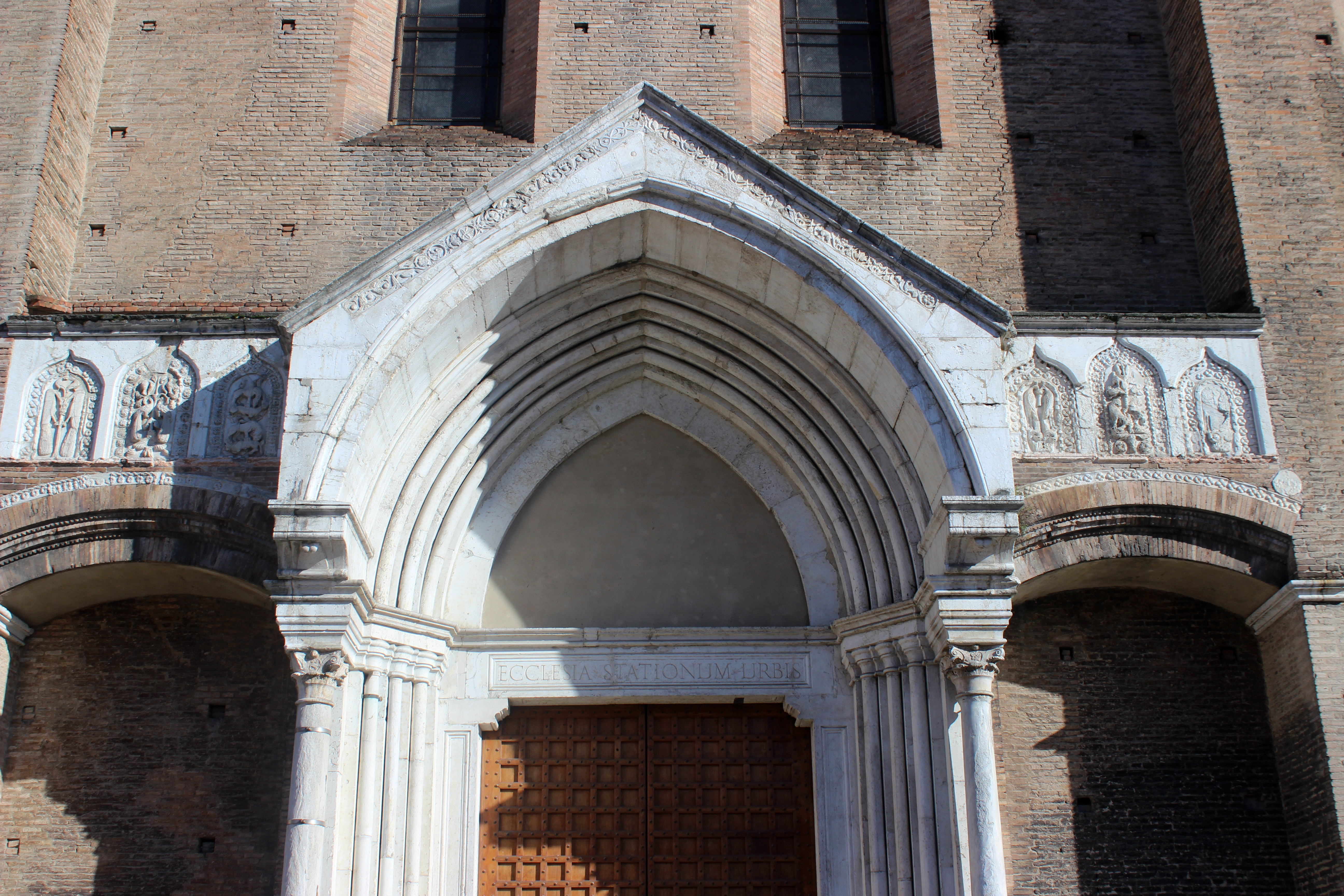
Detalle del pórtico
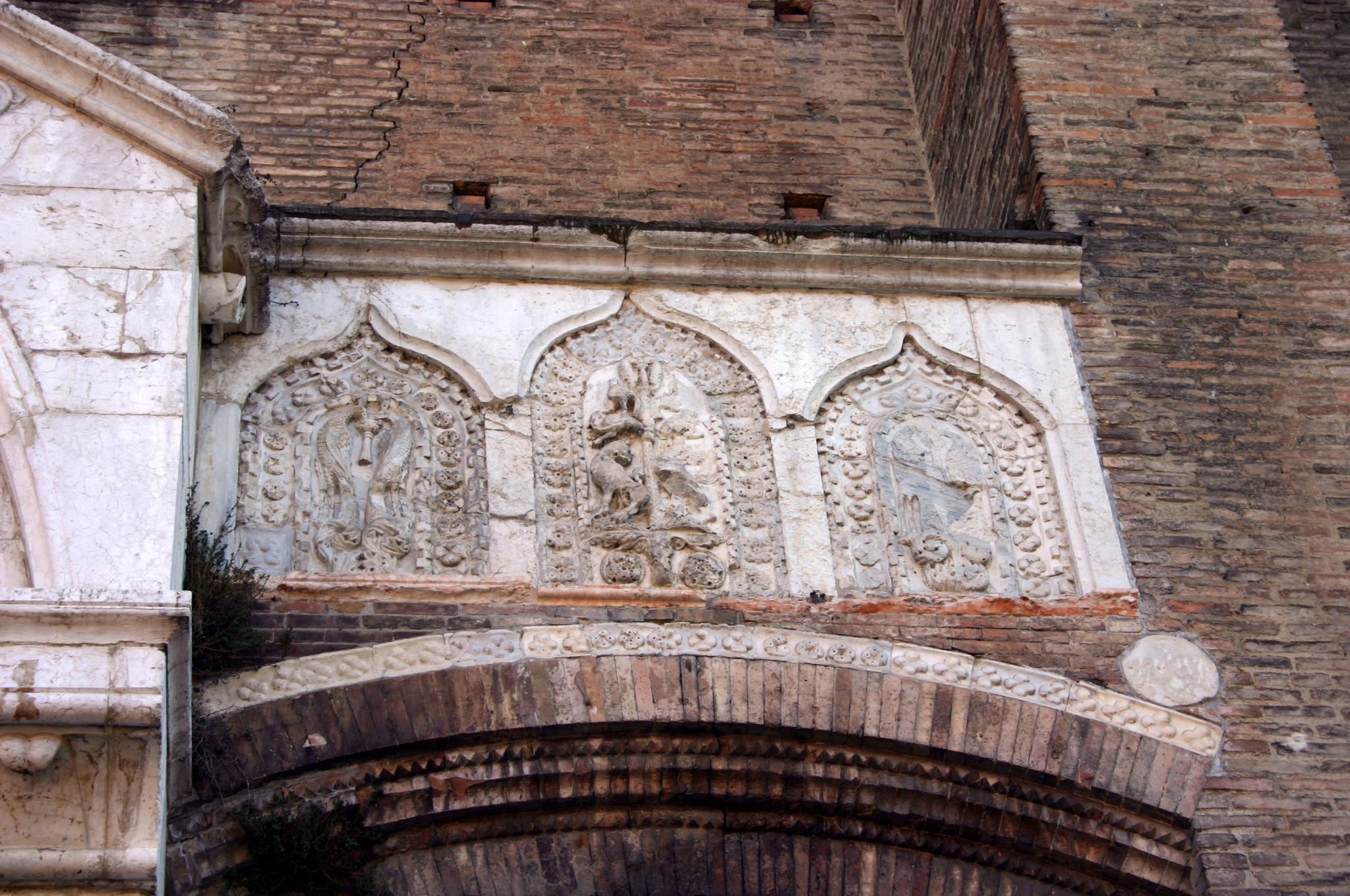
Pluteo veneciano del siglo VIII

De particular interés, cerca del ábside, se encuentran tres monumentos funerarios (Arche) de los Glosadores, el de Accursio y de su hijo Francesco d'Accursio, el del jurista Odofredo y el de Rolandino dei Romanzi.

Monumentos funerarios a los Glosadores
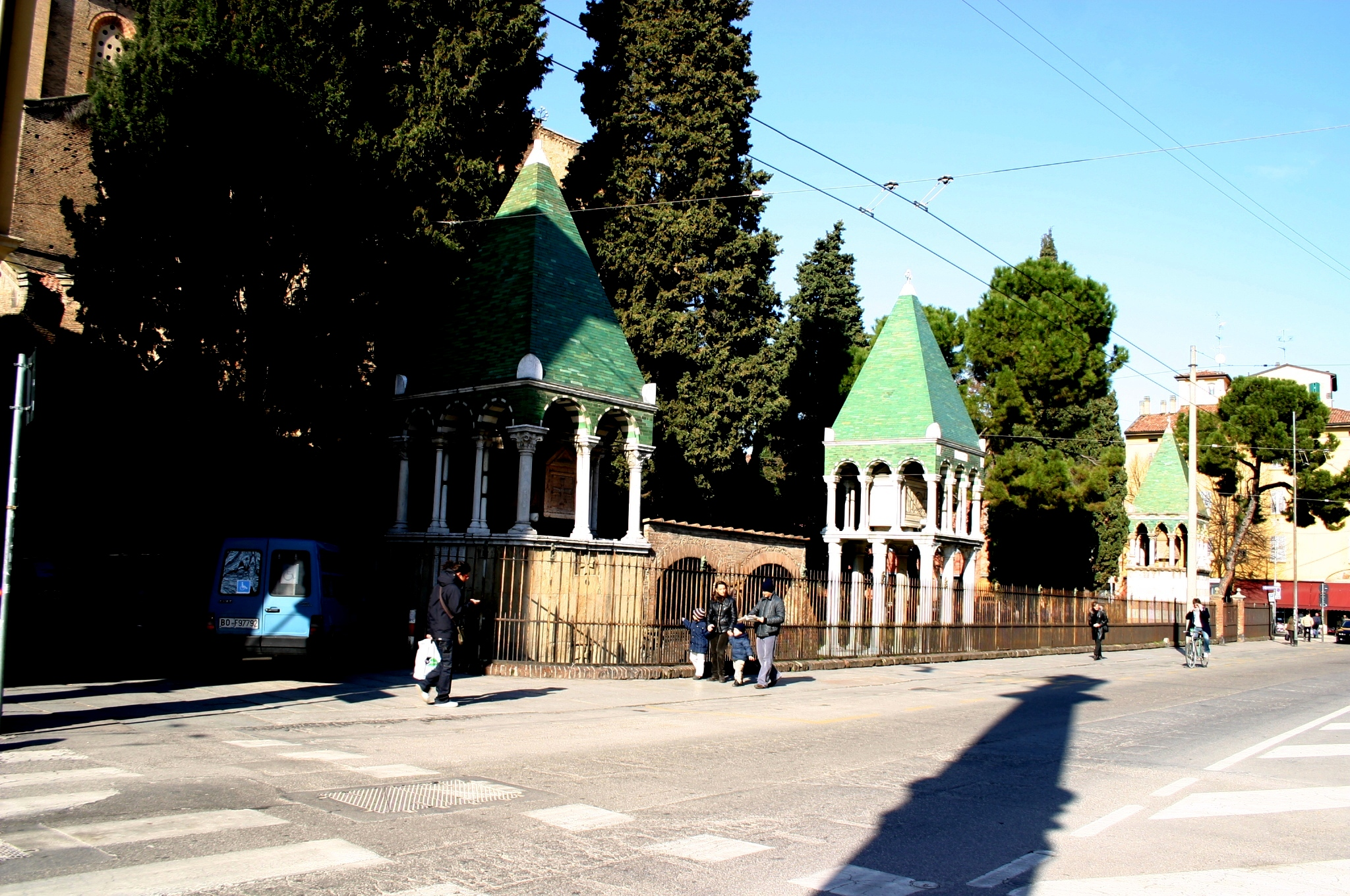
Los tres monumentos
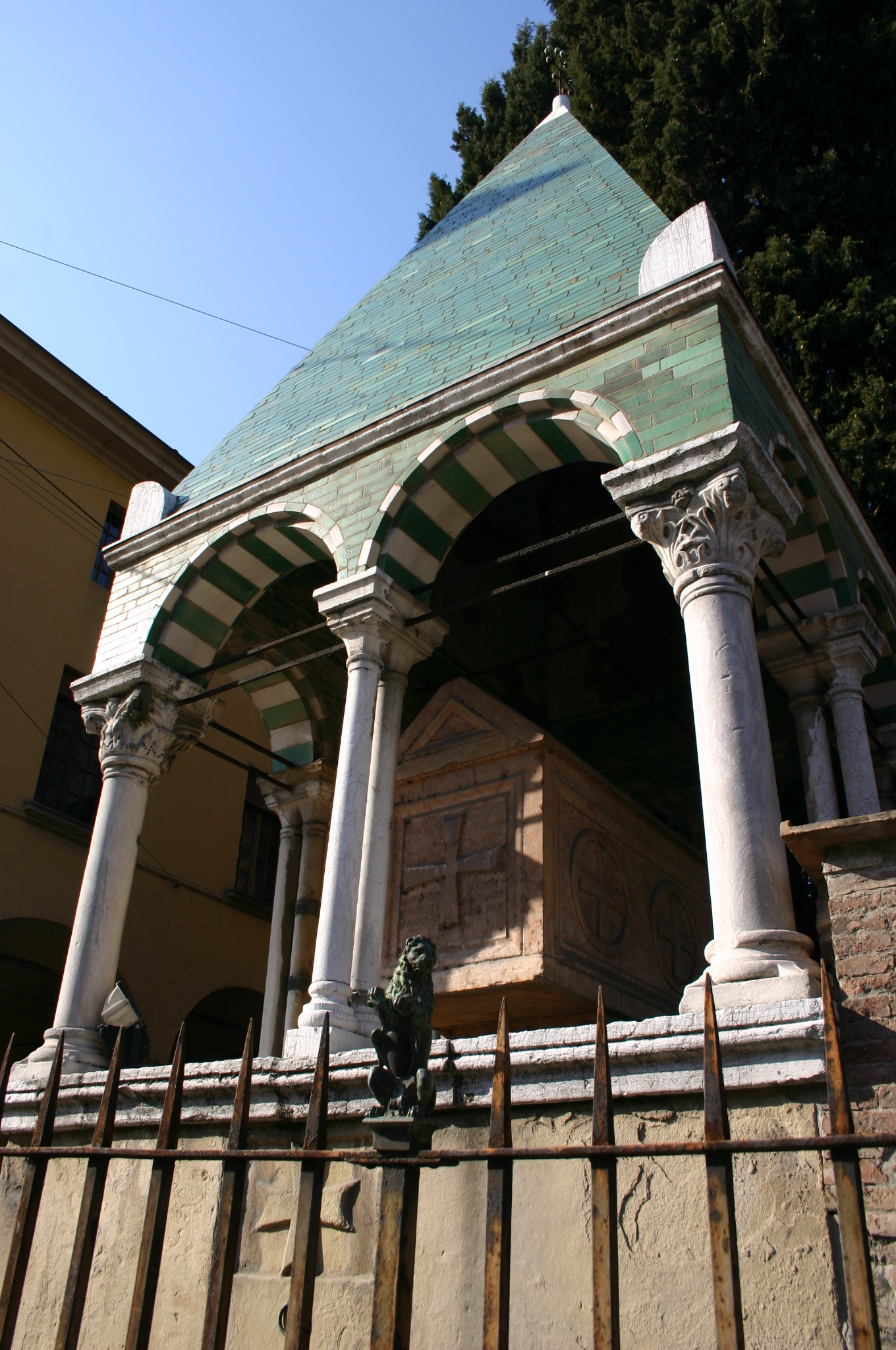
Arca de Accursio y de su hijo  Francesco
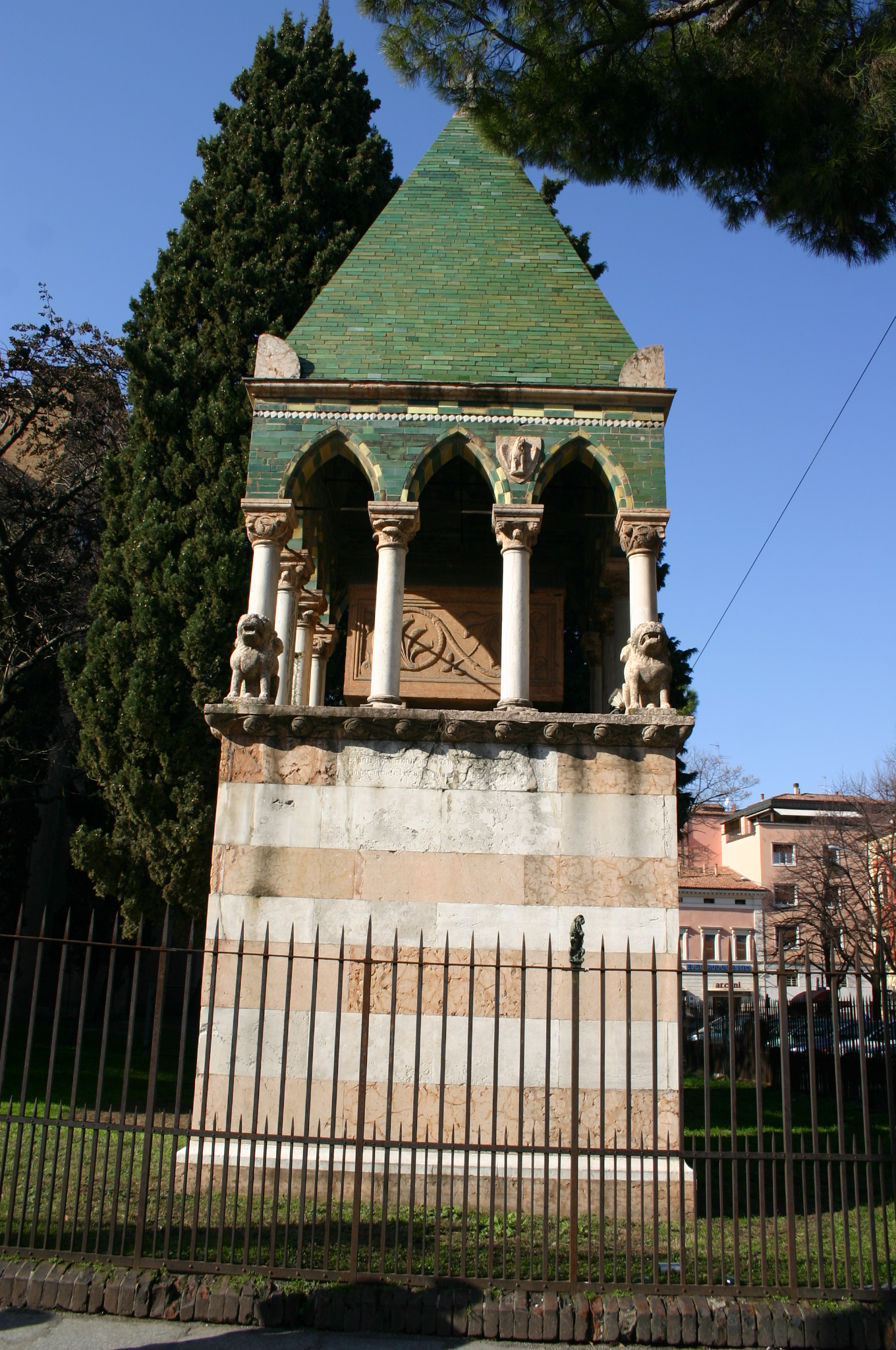
Arca de Rolandino dei Romanzi (+1284)
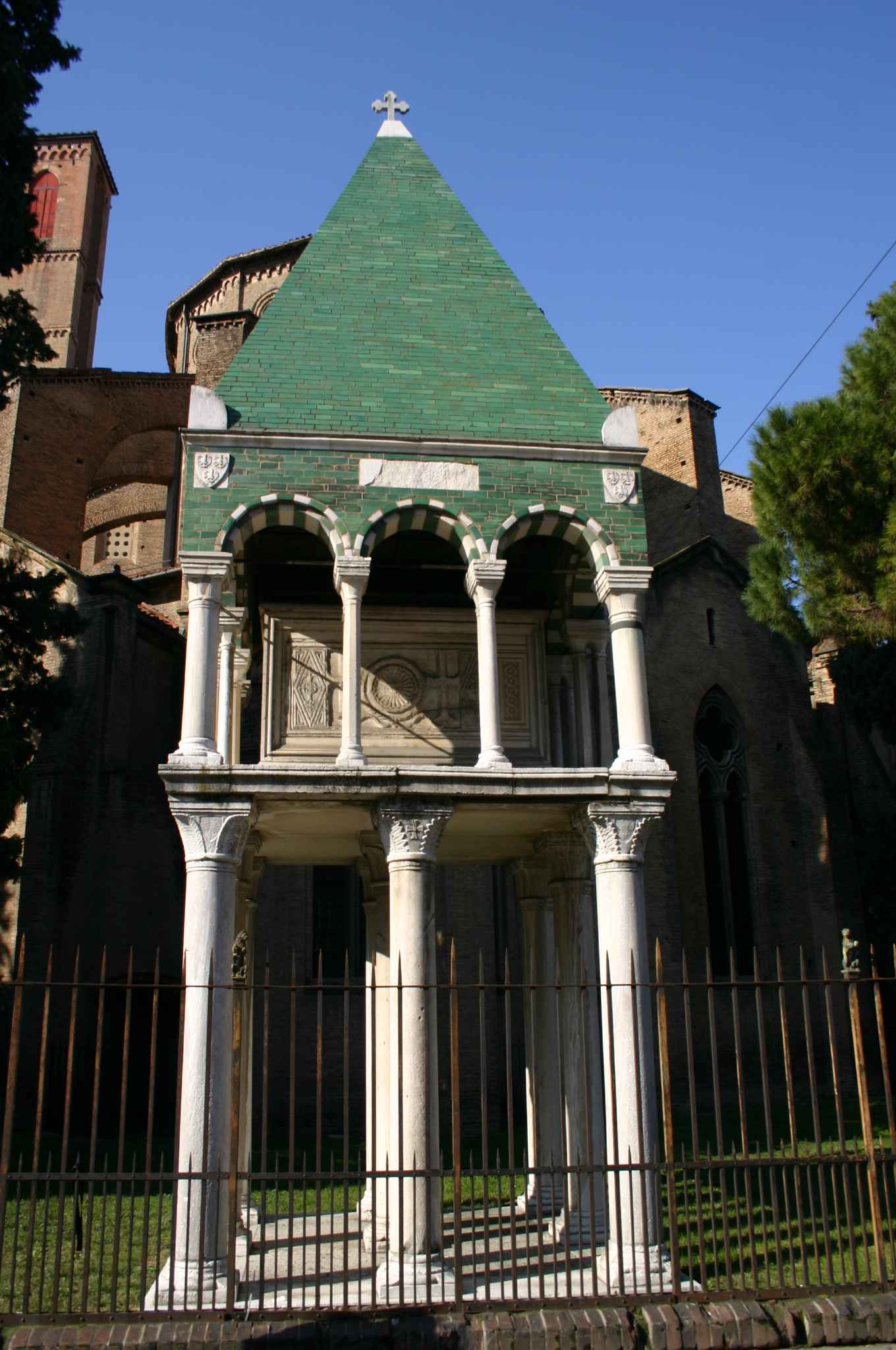
Arca di Odofredo (+1265)

### Atrio románico
En la base del gran campanile se encuentra la gótica Tomba di Pietro Canetoli (1382); cerca, los frescos con  Madonna col Bambino e santi di Pietro di Giovanni Lianori (ca. 1405).
Incrustado entre la iglesia y los edificios que la flanquean en el lado sur hay un pequeño atrio de estilo románico, pero también muy restaurado, con arcos de medio punto y sobre las paredes fragmentos de esculturas y elementos decorativos; desde aquí se ingresa al claustro del convento y a la iglesia a través de una entrada lateral.

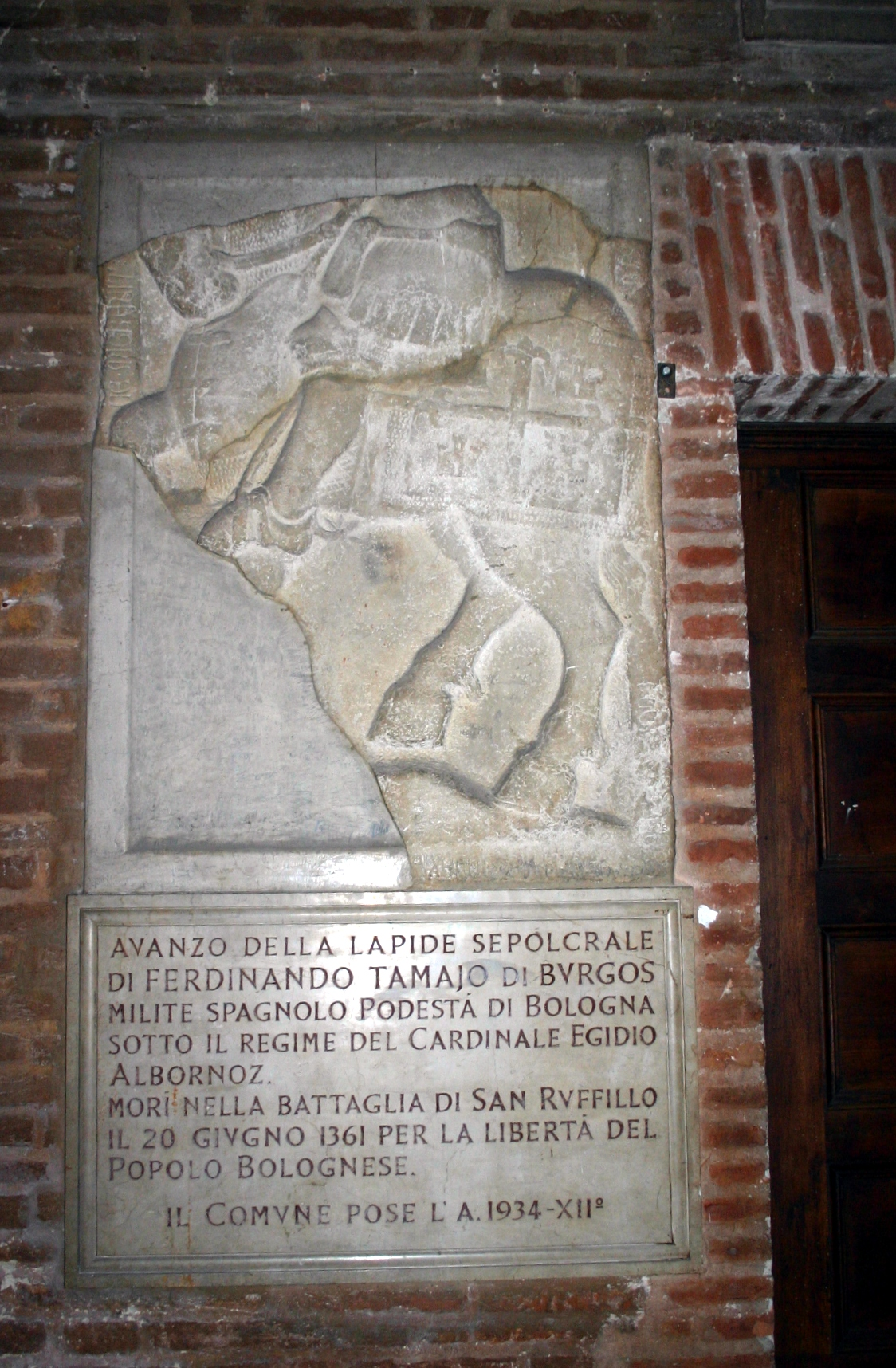
Lápida de Ferdinando Tamajo (+1361)
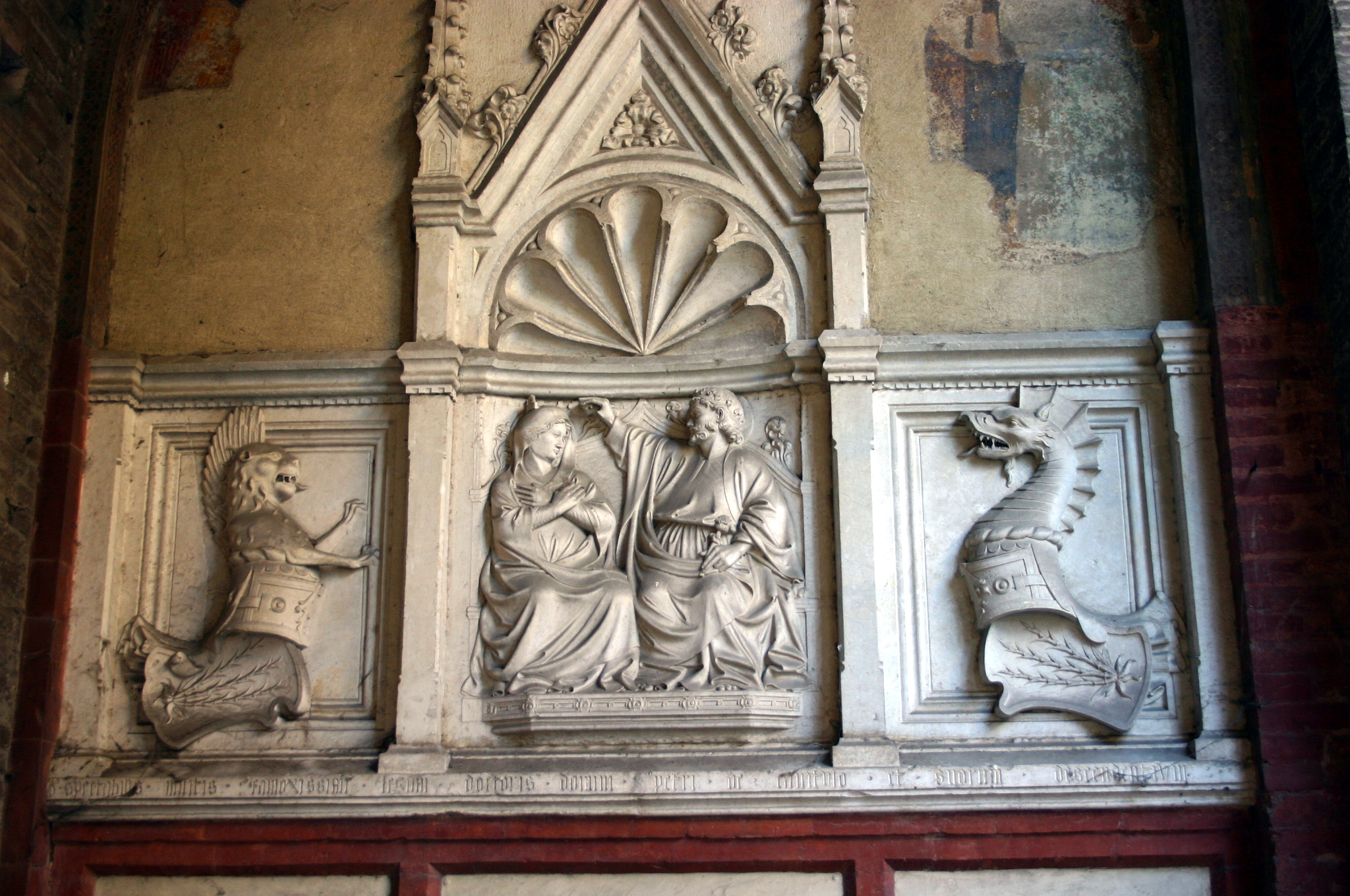
Tumba de Pietro Canetoli (+ ca. 1382)

### Interior

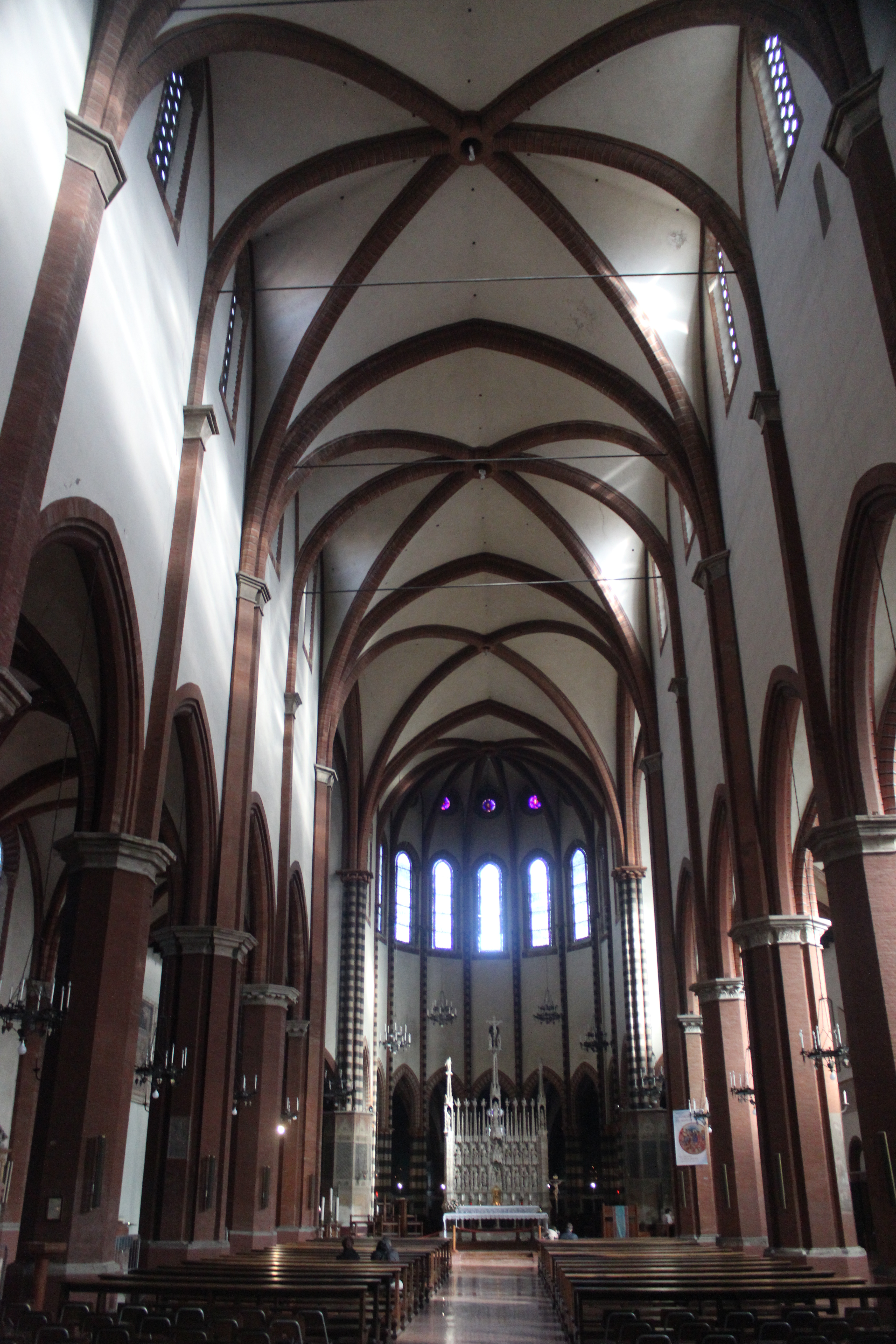
Vista de la nave interior, con las bóvedas de crucería hexapartitas

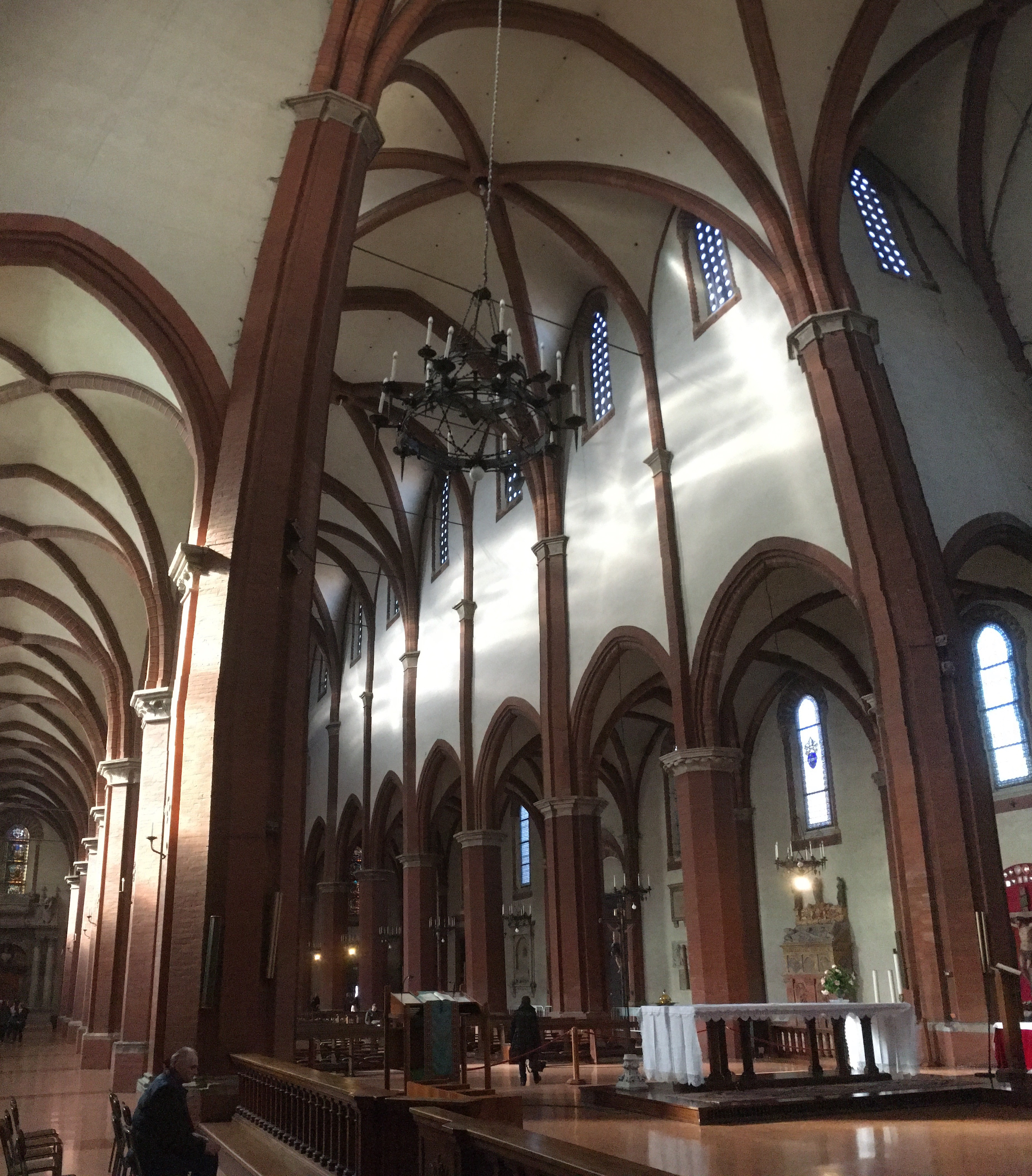
Vista del sencillo alzado de la nave, sin clerestorio interior y con ventanas altas

El interior tiene tres naves puntuadas por pilares octogonales con altísimas bóvedas hexapartitas (en comparación con la altura de la basílica) (es decir, divididas en seis paños, como en Notre Dame en París ). En el coro hay un deambulatorio absidal con una corona de nueve capillas radiales.
En la contrafachada se encuentra el Monumento di Ludovico Boccadiferro (1545); en las paredes de la iglesia se encuentran: el Monumento di Pietro Fieschi , (muerto en 1492), atribuido a Francesco di Simone Ferrucci de Fiesole (1492); el Arca del vescovo Galeazzo Bottrigari (1519); el Monumento di Alessandro Zambeccari, obra de Lazzaro Casario (1571); el Sepolcro di Giuseppe Arnolfini (1543); la Pietra tombale di Ercole Bottrigari (1531-1562), en el lado septentrional, obra de 1612. En la nave meridional está el cenotafio del músico Giovanni Battista Martini (muerto en 1784).
En el altar mayor está el grandioso ancona marmorea di San Francesco que fue encargado a los hermanos Pierpaolo e Jacobello dalle Masegne, pero que fue construido por Pierpaolo solo (1388-1392). Representa escenas de la vida de san Francisco.
El monumento funerario del antipapa Alejandro V, se debe al escultor Nicolò Aretino (1424), un mausoleo y figura yacente, policromado y de terracota dorada, que  incluye el sarcófago decorado con escudos pontificios en cinco paneles, la figura reclinada y realista del papa y el riel con ángeles, las estatuas de la Virgen acompañadas de san Francesco y san Antonio de Padua. La base con las armas de Alejandro V fue añadida alrededor de 1482 por Sperandio da Mantova.
En las paredes del presbiterio hay fragmentos de frescos con Storie della vita di san Francesco, realizados por Giovanni da Rimini en el refectorio del convento, separados del soporte y restaurados.
En una de las capillas absidales hay un Crocifisso pintado por Giovanni Lianori. Y en otra de las capillas absidales se encuentra el órgano construido por Balbiani y luego ampliado por Francesco Michelotto de Albignàsego (PD). Fue diseñado e inaugurado por el organista Ireneo Fuser.
En la capilla absidal dedicada a la Madonna di San Luca, se encuentran los retablos de San Bonaventura y de San Francisco de Paula pintados por Antonio Maria Nardi.

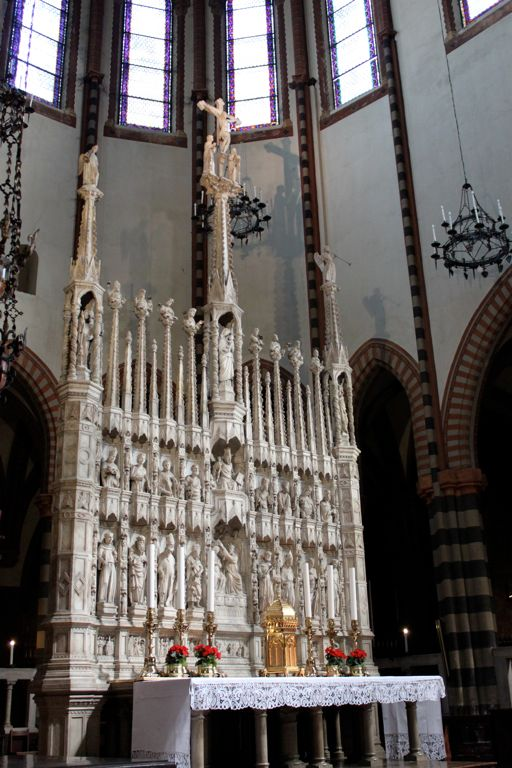
El retablo de mármol del altar mayor de Pierpaolo y Jacobello dalle Masegne
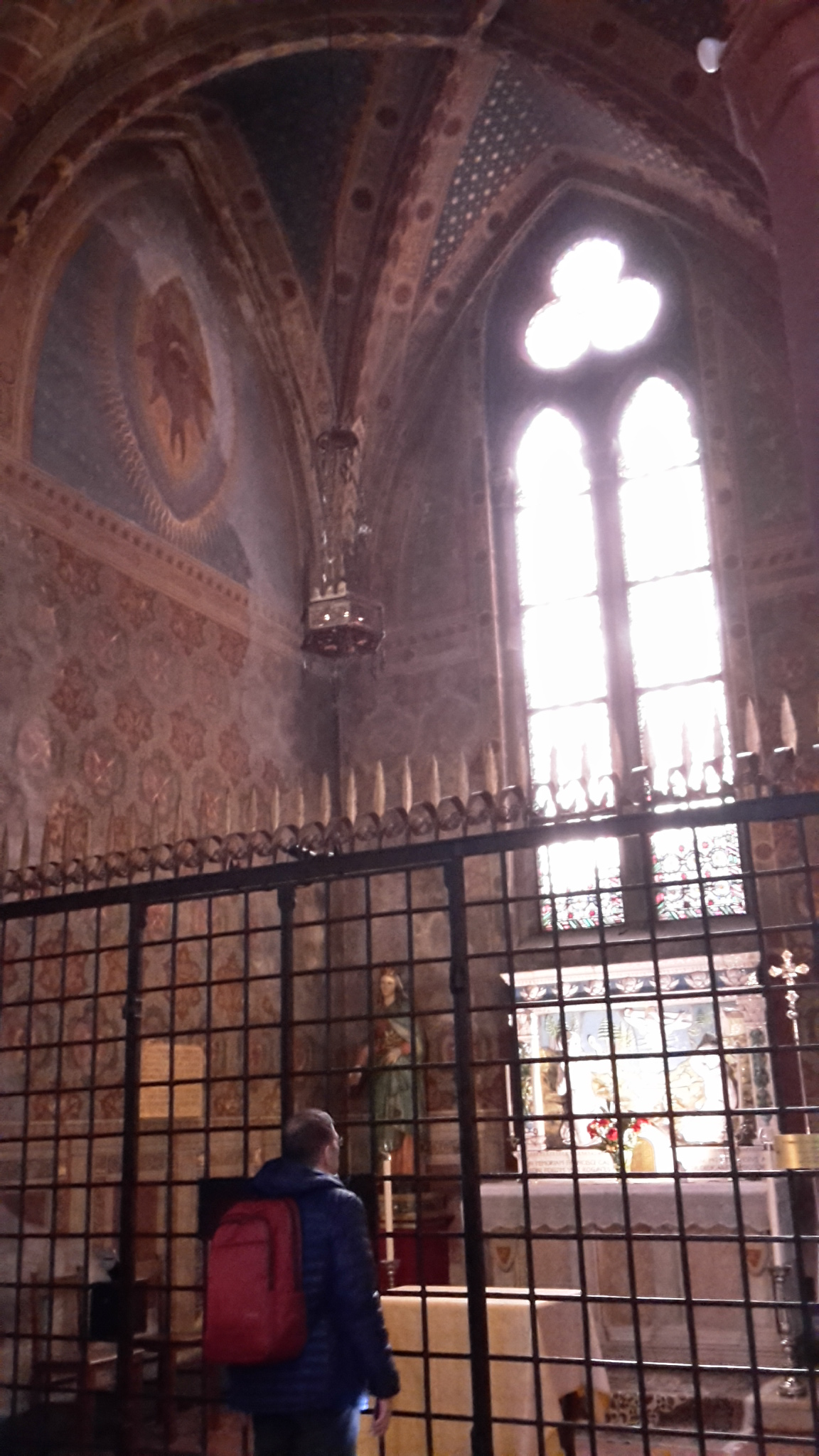
Una de las capillas que forman parte del deambulatorio
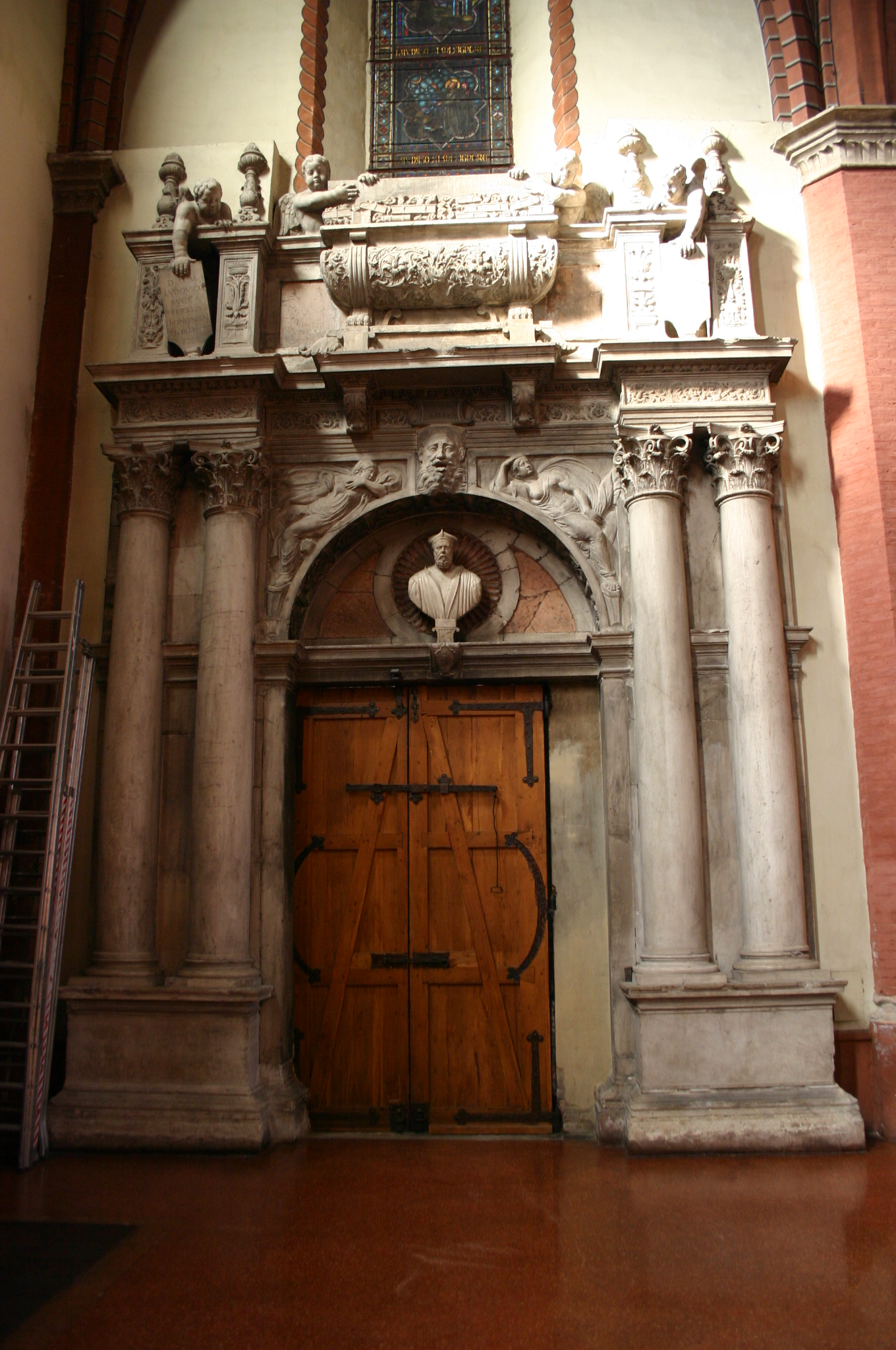
Tumba de Ludovico Boccadiferro (1482-1545)
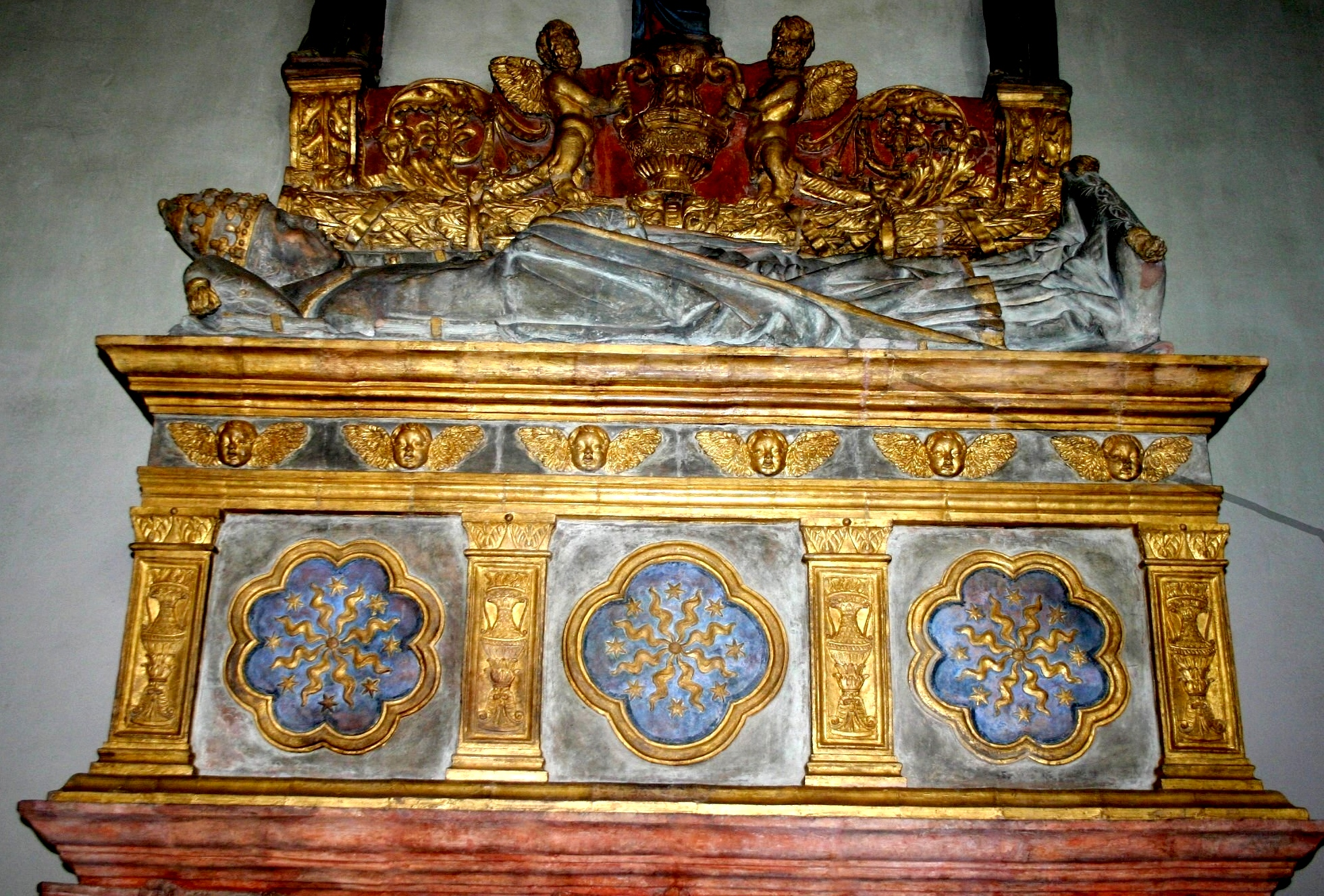
Monumento sepulcral del cardenal Pietro Filargo (antipapa Alejandro V). Fue construido en dos intervenciones, en 1424 y 1483, en terracota policroma.

### El convento
El claustro de los muertos (Chiostro dei Morti) fue construido a mediados del siglo XIV; en las paredes hay tumbas de los doctores del Estudio durante todo el siglo XIV. Otro gran claustro, del siglo XV-XVI,  está hacia el lado sur: este y muchas otras partes del gran complejo que durante siglos perteneció a los Frailes Menores ahora se usa para otros usos (oficinas financieras).

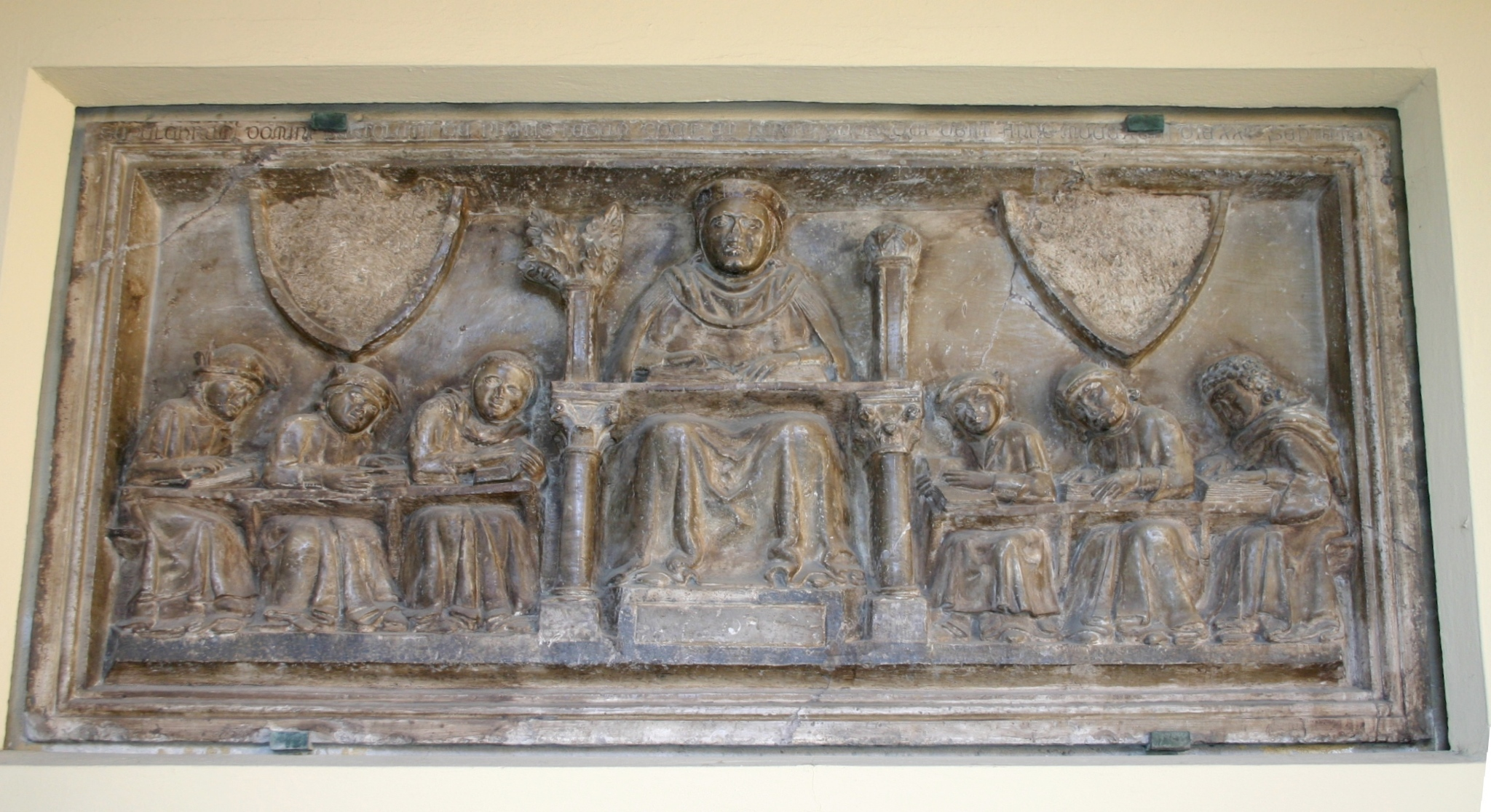
Tumba de Bartoluzzo de 'Preti (después de 1318)
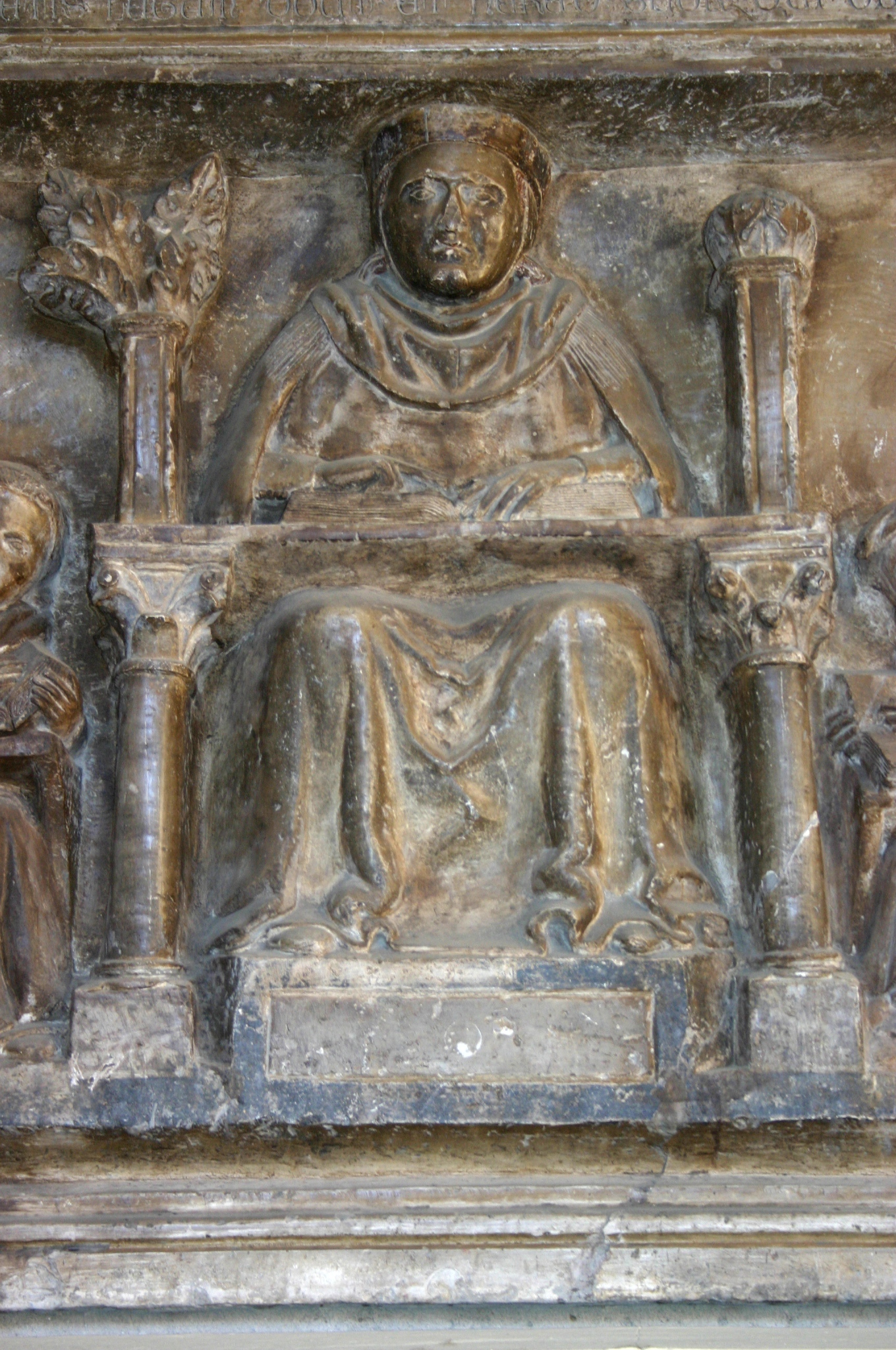
Detalle central
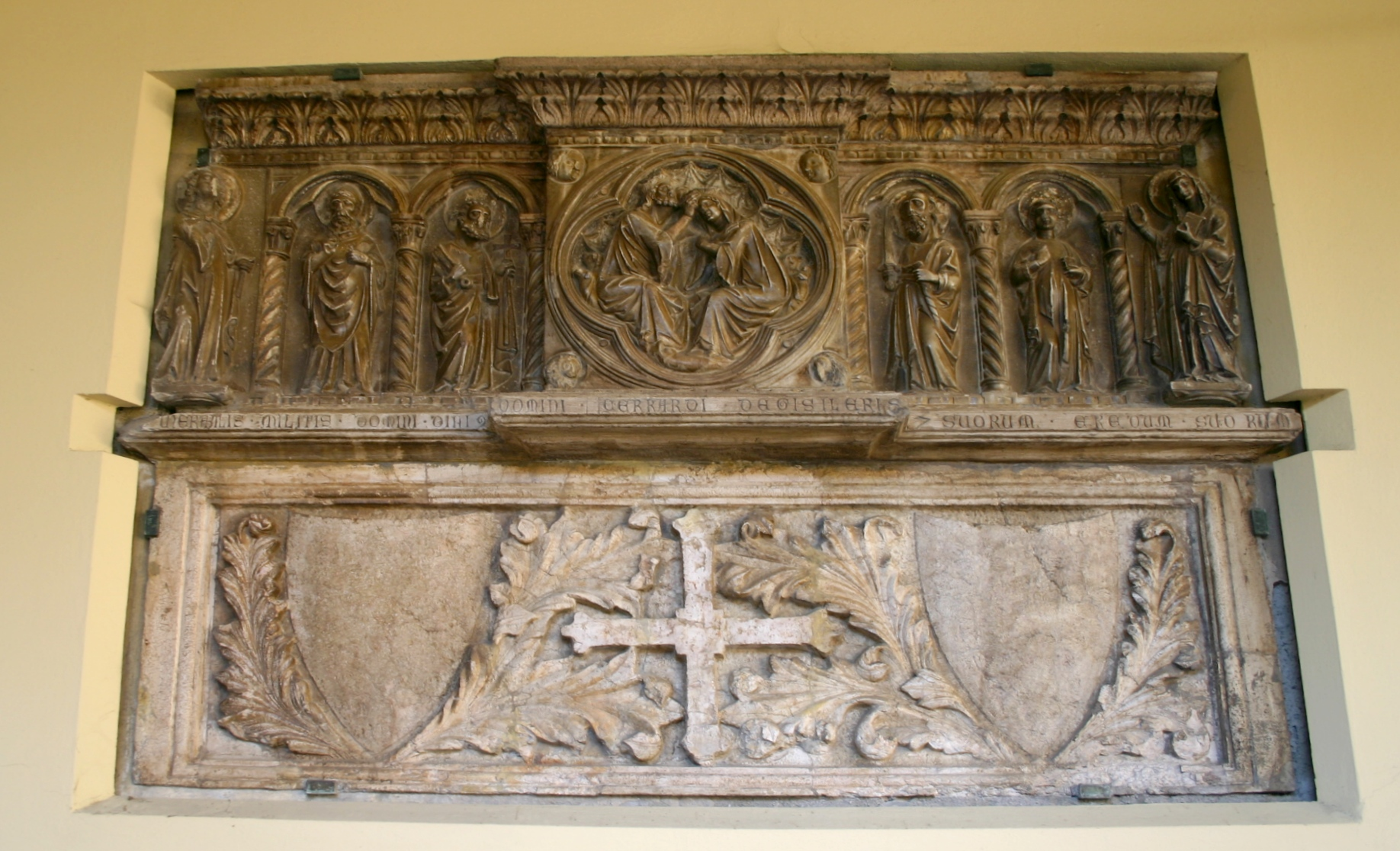
Tumba de Gerardo Ghisilieri